# Erebia dzhelindae
Erebia dzhelindae är en fjärilsart som beskrevs av Scheljushko 1925. Erebia dzhelindae ingår i släktet Erebia och familjen praktfjärilar. Inga underarter finns listade i Catalogue of Life.